# Dimension Hatröss
Dimension Hatröss - album kanadyjskiej grupy Voivod. Wydany w 1988 roku.

## Lista utworów
1. „Experiment” - 6:10
2. „Tribal Convictions” - 4:52
3. „Chaosmöngers” - 4:39
4. „Technocratic Manipulators” - 4:35
5. „Macrosolutions to Megaproblems” - 5:33
6. „Brain Scan” - 5:08
7. „Psychic Vacuum” - 3:49
8. „Cosmic Drama” - 4:54
9. „Batman” (Neal Hefti) - 1:45

## Twórcy
- Denis „Snake” Belanger – śpiew
- Denis „Piggy” D’Amour – gitara elektryczna
- Michel „Away” Langevin – perkusja
- Jean-Yves „Blacky” Theriault - gitara basowa